# Derek William Urwin
Derek William Urwin (* 27. Oktober 1939 in Consett) ist ein britischer Politikwissenschaftler und Hochschullehrer.

## Leben und Wirken
Derek William Urwin studierte Politikwissenschaft und Wirtschaftswissenschaft, zunächst an der Keele University, wo er 1962 den Bachelorgrad erwarb. Anschließend wechselte er an die University of Manchester. Dort absolvierte er 1963 die Magisterprüfung. Von 1963 bis 1972 arbeitete er als Dozent an der University of Strathclyde, unterbrochen 1969/70 durch einen Forschungsaufenthalt an der Yale University. Seinen Doktorgrad erwarb Urwin 1973 an der University of Strathclyde. Von 1972 bis 1980 lehrte er auf einer außerordentlichen Professur an der Universität Bergen in Norwegen. Von 1981 bis 1990 lehrte er als Professor an der University of Warwick. Seit 1991 lehrte er Politikwissenschaft und Internationale Beziehungen an der University of Aberdeen.
In seinen Veröffentlichungen beschäftigt sich Urwin vor allem mit der Zeitgeschichte und der Politik Westeuropas, ihren Parteiensystemen, dem Nationalismus und dem Verhältnis von Zentrum und Peripherie.

## Veröffentlichungen (Auswahl)
- (mit Ian Budge): Scottish political behaviour. A case study in British homogeneity. Longman, London 1966.
- Western Europe since 1945. A short political history. Longman, London 1968 (2. Aufl. 1972, ISBN 0-582-48811-7).
- (mit Richard Rose): Persistence and change in Western party systems since 1945. In: Political studies, Bd. 18 (1970), H. 3, S. 287–319.
- Social cleavages and political parties in Belgium. Problems of institutionalization. In: Political studies, Bd. 18 (1970), H. 3, S. 320–340.
- Political parties, societies and regimes in Europe. Some reflections on the literature. In: European journal of political research, Bd. 1 (1973), H. 2, S. 179–204.
- (mit Richard Rose): Regional differentiation and political unity in Western nations. Sage, London 1975, ISBN 0-8039-9910-0.
- The alchemy of delayed nationalism. Politics, cultural identity and economic expectations in Scotland. Institutt for Sosiologie og Statsvitenskaplige fag. Bergen 1978, ISBN 82-578-0001-5.
- (mit Frank H. Aarebrot): The politics of cultural dissent. Religion, language, and demonstrative effects in Norway. In: Scandinavian political studies, Bd. 2 (1979), S. 75–98.
- From ploughshare to ballot box. The politics of agrarian defence in Europe. Universitetsforlaget, Oslo 1980.
- (Hrsg., mit Stein Rokkan): The politics of territorial identity. Studies in European regionalism. Sage, London 1982, ISBN 0-8039-9788-4.
- (mit Stein Rokkan): Economy, territory, identity. Politics of West European peripheries. Sage, London 1983, ISBN 0-8039-9760-4.
- The other German question. In: Political studies, Bd. 31 (1983), S. 304–311.
- (Mitautor): Centre-periphery structures in Europe. Campus Verlag, Frankfurt/M. 1987, ISBN 3-593-33436-4.
- (Hrsg.): Politics in Western Europe today. Perspectives, policies and issues since 1980. Longman, London 1990, ISBN 0-582-00295-8.
- The community of Europe. A history of European integration since 1945. Longman, London 1991, ISBN 0-582-04530-4 (2. Aufl., 7. Nachdruck 1998, ISBN 0-582-23199-X).
- Some reflections on Western minority nationalism. A variable market in futures? In: Politica, Bd. 24 (1992), H. 4, S. 408–420.
- Historical dictionary of European organizations (= International organizations series, Bd. 4). Scarecrow Press, Metuchen, NJ 1994, ISBN 0-8108-2838-3.
- A dictionary of European history and politics, 1945–1995. Longman, London 1996, ISBN 0-582-25874-X.
- A political history of Western Europe since 1945. 5. Aufl. Longman, London 1997, ISBN 0-582-31618-9.